# Souessoula parva
Souessoula parva är en spindelart som först beskrevs av Banks 1899.  Souessoula parva ingår i släktet Souessoula och familjen täckvävarspindlar. Inga underarter finns listade i Catalogue of Life.